# Wiz-War
Wiz-War è un gioco in scatola creato e sviluppato da Tom Jolly. La prima edizione è stata pubblicata nel 1985, mentre nel 2012 Fantasy Flight Games pubblica Wiz-War 8th Edition, una nuova versione curata sempre dal suo autore, composta, oltre che dal gioco base, anche dalle espansioni Maledizioni Oscure (Q1 2014) e Forze Bestiali (Q3 2014).

## Il gioco
I giocatori impersonano dei giovani maghi intenti a scontrarsi per decidere chi dovrà guidare l'Accademia dei Maghi che, da poco, è priva di un capo.
Sulla plancia di gioco ogni giocatore comanda una miniatura raffigurante il suo personaggio che può muoversi, più o meno liberamente, nei corridoi disposti in forma ortogonale. A supporto del giocatore ci sono le carte, raffiguranti oggetti e magie che ogni giocatore può usare per fare danno agli avversari, per recuperare punti ferita, per ottenere benefici durante il proprio turno di gioco.
Nella versione base del regolamento, la vittoria va al giocatore che ha ottenuto per primo 2 punti. I punti si possono ottenere:
- per l'uccisione (punti ferita=0) di un mago avversario
- per presenza di un tesoro di un altro mago sulla propria casella iniziale. I tesori sono oggetti speciali presenti in due unità per giocatore. Ogni giocatore può "raccogliere" un tesoro suo o avversario, può trasportarne massimo uno alla volta e può rilasciarlo dove vuole nella mappa. Nel caso dei propri tesori, non costituiscono punto in caso si trovino sulla casella iniziale del giocatore.

Tuttavia la grande libertà di modifica al regolamento permessa ha sviluppato negli anni molte forme alternative di gestione della battaglia, arrivando ad essere "masterizzato" in modi personalizzati al pari di altri grandi giochi in scatola (soprattutto quelli prima del 2000) o dei giochi di ruolo.

## 8ª Edizione
Nel 2012 Fantasy Flight Games pubblica una nuova versione, a distanza di quasi 15 anni dall'ultima pubblicata ancora direttamente dall'autore. Rivisitando alcune regole classiche e soprattutto dotando il gioco di una grafica fino ad allora quasi del tutto assente (a cui dovevano sopperire i giocatori direttamente con mappe e segnalini "homemade"), questa nuova versione ottiene un discreto successo commerciale, che porta FFG a pubblicare, all'inizio e alla fine del 2014, 2 espansioni che vanno ad integrare in maniera più o meno evidente il gioco base.
La scatola del gioco base è composta da:
- 4 plance di gioco nei colori rosso, giallo, verde, blu, una per giocatore
- 4 miniature rappresentanti i maghi controllabili dai giocatori attraverso apposita base colorata
- mazzo di 168 carte (formato standard USA 56x87 mm) divise in due scuole principali + 6 scuole specialistiche
- miniature delle trasformazioni che i maghi possono ottenere durante la partita
- tokens di oggetti, creazioni, effetti permanenti, energia, portali e molto altro da utilizzare a necessità durante la partita
- regolamento completo nella lingua di gioco

La partita media, seguendo le regole classiche, dura da un minimo di 20-30 minuti (2 giocatori) fino ad un massimo di oltre un'ora (4 giocatori).
La difficoltà di gioco permette anche ai ragazzi più giovani di partecipare, date le semplici regole che compongono turno e scopo di gioco, e dato che molte azioni e molti effetti sono descritti nelle carte magia utilizzate durante la partita.

### Maledizioni Oscure (Malefic Curses)
Nella prima parte del 2014 FFG pubblica la prima espansione del gioco. Essa aggiunge prima di tutto Dauziel, il potente necromante giocabile anch'esso e che porta il numero di giocatori massimi a 5. Anche gran parte del materiale fisico (tokens e plance) ruota attorno al 5º giocatore, perciò si trovano la plancia, la base per la miniatura, i tesori e altri token relativi al personaggio di colore Viola.
Oltre a questo, la nuova espansione aggiunge 3 nuove scuole specialistiche:
- Necromanzia
- Hexes
- Caos

### Forze Bestiali (Bestial Forces)
Sempre nel 2014 FFG pubblica la seconda espansione per il gioco. In questa troviamo le Creature, dei nuovi personaggi utilizzabili dai giocatori di cui si trova traccia fin dalla versione base dove, nelle carte magia, vengono menzionate come target delle magie stesse.  Queste creature, 6 in tutto, introducono anche 2 nuove meccaniche di gioco:
- evocazione delle creature
- magie attacco/creatura

Le creature si possono trovare nelle 3 nuove scuole introdotte in questa espansione:
- Mitologia (4)
- Totemica (1)
- Draconica (1)

Oltre a tutto ciò che ruota attorno alle creature, la nuova espansione aggiunge le carte Energia Flash, che si differenziano dalle normali carte Energia per fornire, in media, più energia (5-6 di norma), e dal fatto che non possono essere usate per aumentare i punti movimento.

## Impatto nell'ambiente ludico
Il ruolo di Wiz-War nella cultura ludica contemporanea è piuttosto rilevante. Al pari di altri famosi titoli pre-anni '90, le sue meccaniche semplici e aperte permettono una grande personalizzazione per gli appassionati che non si accontentano del gioco come è stato concepito; inoltre, e anche qui troviamo
un'altra caratteristica comune dei giochi in scatola del vecchio tipo, anche in Wiz-War il regolamento, a volte, possiede delle falle non completamente tappate in questa nuova edizione.
In generale le meccaniche di Wiz-War hanno ispirato molti altri giochi in scatola di tipo fantasy/ruolo e hanno avuto un forte impatto anche nelle meccaniche di alcuni kolossal: il sistema di gioco delle magie, e le loro caratteristiche (tipo il "tempo", ossia la differenza fra magie istantanee e permanenti) verranno ripresi successivamente in titoli dal successo mondiale come Magic: The Gathering.